# Wincenty Biskupski

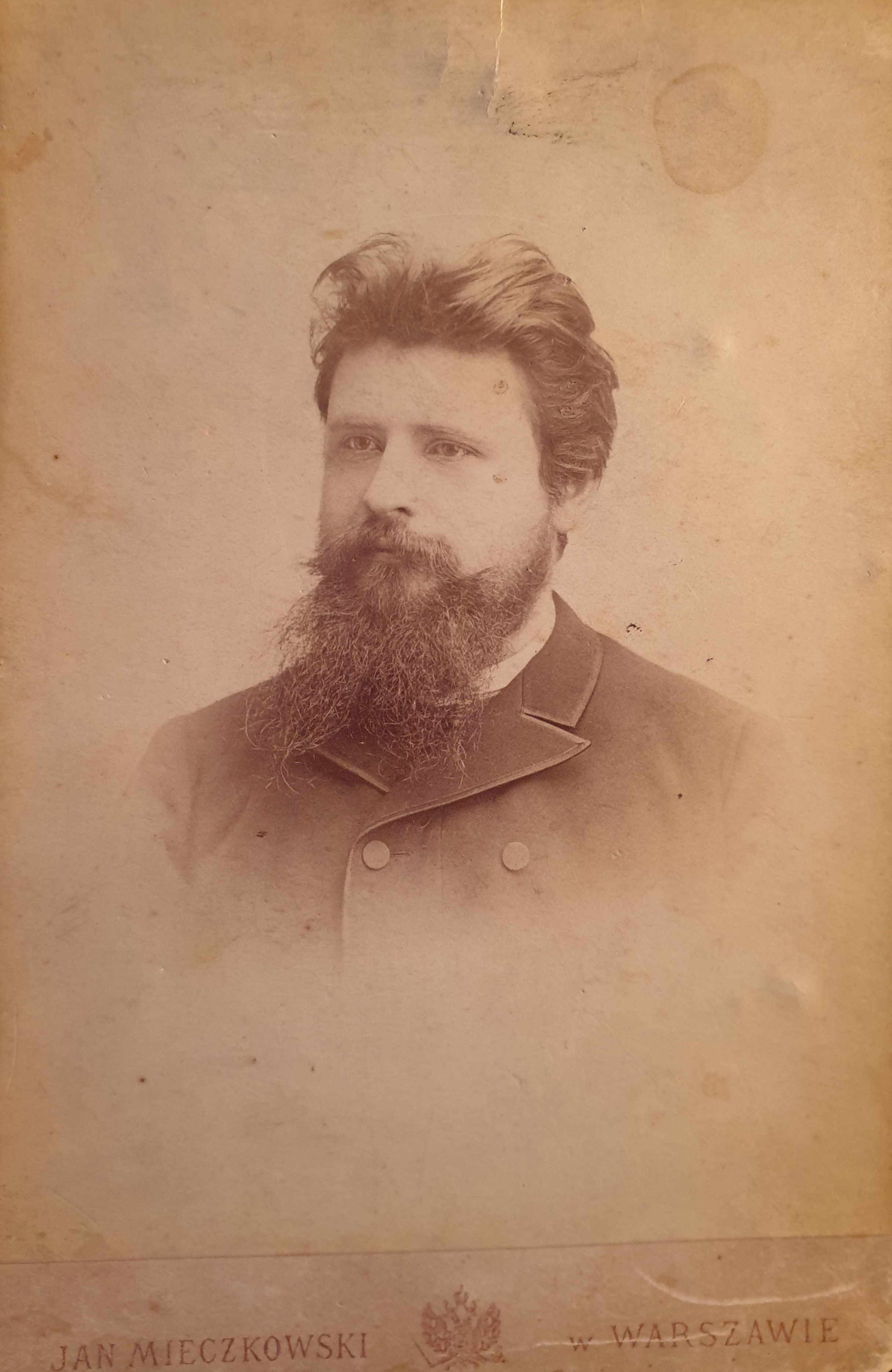
Wincenty Biskupski (ok. 1880)

Wincenty Piotr Adam Biskupski (ur. 1854 w majątku Kania, zm. 20 września 1923 w Warszawie) – polski adwokat, wydawca, polityk, działacz gospodarczy i społeczny.

## Życiorys
Rodzicami byli Zenon Franciszek Onufry Biskupski herbu Szreniawa, właściciel Kani i sąsiednich Siernicz Małych, oraz Michalina z domu Rokossowska herbu Glaubicz.
Po ukończeniu Wydziału Prawnego Cesarskiego Uniwersytetu Warszawskiego Wincenty Biskupski wstąpił w szeregi adwokatury. Przez ponad czterdzieści lat był obrońcą przed sądami cywilnymi.
Sytuacja adwokatury w b. zaborze rosyjskim była szczególna. Tu bowiem adwokat-Polak, mimo że zmuszony był bronić spraw przed sądami carskimi i wprowadzać sprawy w języku rosyjskim, nie przestawał być adwokatem polskim. Dziwaczność tej sytuacji miała swe źródło w tym, że adwokatura w b. zaborze rosyjskim była na wskroś polska. Tłumaczy się to tym, że adwokatura była na ziemiach b. zaboru rosyjskiego jedynym zawodem prawniczym dostępnym dla Polaków, gdyż stanowiska w sądownictwie i administracji były obsadzane wyłącznie przez nasyłanych do Polski i wabionych perspektywą wysokich dodatków służbowych prawników rosyjskich.
Wincenty Biskupski był również obrońcą przed sądami konsystorskimi katolickim i ewangelicko-augsburskim. Rozgłos przyniosło mu uzyskanie przed Rotą Rzymską unieważnienia małżeństwa Aurelii z domu Szacsznajder z Teodorem Szabłowskim. Wkrótce potem Aurelia została żoną Władysława Reymonta.
Wincenty Biskupski był członkiem rzeczywistym Towarzystwa Zachęty Sztuk Pięknych.
W 1908 Wincenty Biskupski był wydawcą „Prawdy.Tygodnika Politycznego, Społecznego i Literackiego” utworzonego przez Aleksandra Świętochowskiego.
Był czynnym członkiem Polskiego Towarzystwa Turystycznego.

### Okres I wojny światowej
Po wybuchu I wojny światowej Wincenty Biskupski brał czynny udział w działaniach Komitetu Obywatelskiego Miasta Warszawy jako członek Sekcji Prawnej i przewodniczący Komisji Rozdawnictwa.
Wincenty Biskupski należał do grona przywódców Polskiej Partii Postępowej (PPP) – liberalnej partii politycznej, działającej od 1909 w Królestwie Polskim. Działaczami tej partii byli też Henryk Konic, Aleksander de Rosset, Stanisław Popowski, Stefan Przanowski, Emil Stanisław Rappaport. W październiku 1915 Polska Partia Postępowa weszła w skład Międzypartyjnego Koła Politycznego (MKP), organizacji zrzeszającej partie, które liczyły na rozwiązanie sprawy polskiej przy pomocy carskiej Rosji i państw zachodnich sprzymierzonych z nią w czasie I wojny światowej. Był przedstawicielem Polskiej Partii Postępowej w Sekretariacie, który był organem kierowniczym Międzypartyjnego Koła Politycznego.
Po ustąpieniu Rosjan z Warszawy w sierpniu 1915 uprawnienia Komitetu Obywatelskiego przejął Zarząd Miasta Stołecznego Warszawy. W 1916 Wincenty Biskupski pełnił następujące funkcje w Zarządzie Miasta Stołecznego Warszawy:
- członek prezydium Sekcji IX – Ubezpieczeń,
- kurator gmachu Instytutu Głuchoniemych i Ociemniałych w Sekcji XI Dostaw Nakazanych[10],
- prezes Zarządu Głównego Towarzystwa Opieki nad Dziećmi[11],
- członek Sekcji Ochron,
- członkiem Delegacji Magistratu m.st. Warszawy – Delegacja XIII Ubezpieczeń i Lombardu[12],
- a w Radzie Głównej Opiekuńczej – członek Wydziału opieki nad dziećmi i młodzieżą[13].

Wincenty Biskupski pełnił funkcję członka Towarzystwa Osad Rolnych i Przytułków Rzemieślniczych, był członkiem honorowym Towarzystwa.
Wincenty Biskupski był kuratorem Domu Wychowawczego im. ks. Boduena w Warszawie.
Z inicjatywy adwokatury po ustąpieniu Rosjan stworzona została struktura sądownictwa obywatelskiego złożona z Sądów Pokoju, Trybunału, Sądu Głównego i Prokuratury. Wincenty Biskupski został mianowany wiceprezesem Sądu Głównego. Po zniesieniu przez okupanta niemieckiego sądów obywatelskich we wrześniu 1915 na zebraniu ogólnym adwokatury została powołana do życia Delegacja Adwokatury Warszawskiej jako organ samorządu. Wincenty Biskupski został prezesem Delegacji złożonej z trzydziestu cieszących się ogólnym poważaniem adwokatów warszawskich.
W 1916 z inicjatywy Zdzisława Lubomirskiego powstał Bank Kredytowy, a współzałożycielem i wiceprezesem Rady Banku był Wincenty Biskupski.
18 kwietnia 1917 Wincenty Biskupski, jako działacz PPP i reprezentat tej partii w Sekretariacie MKP, prowadził naradę przedstawicieli głównych obozów politycznych. Celem było wypracowanie stanowiska Tymczasowej Rady Stanu wobec odezwy Rządu Tymczasowego Rosji z 30 marca 1917.
Gdy 12 września 1917 powstała Rada Regencyjna, pierwszy organ władzy na drodze do niepodległości, Wincenty Biskupski został powołany 2 listopada 1917 na stanowisko radcy prawnego Gabinetu Cywilnego Rady Regencyjnej.

### W Polsce Niepodległej
W dniu 29 marca 1919 odbyło się w pałacu Rzeczypospolitej w sali posiedzeń Sądu Najwyższego pierwsze zgromadzenie organizacyjne adwokatury okręgu sądu apelacyjnego w Warszawie. Przybyło na nie 292 adwokatów. Miejsca honorowe na wzniesieniu zajęli przedstawiciele dawnej palestry polskiej sprzed reformy z r. 1876, a mianowicie: b. obrońca przy senacie pan Aleksander. Kraushar, b. adwokat przy sądzie apelacyjnym p. Ludwik Marczewski oraz patronowie przy trybunale cywilnym pp. Kirszrot Jakób, Kozanecki Bronisław, Poznański Maksymilian, Rytel Władysław i Skurzyński Jan. Zebranie zagaił prezydujący komisji organizacyjnej p. Wincenty Biskupski, który w dłuższym przemówieniu skreślił historię palestry polskiej od ostatniego rozbioru i oświetlił ją na tle dziejów ogólnonarodowych. – W końcu pan B. wezwał obecnych do wyboru przewodniczącego, na którego przez aklamację powołano p. Henryka Konica, a na jego zastępcę p. Jana Hebdzyńskiego.
Wincenty Biskupski został wybrany na wiceprezesa Naczelnej Rady Adwokackiej.
W 1922 kandydował do Senatu RP z listy Centrum Mieszczańskiego.
W latach 1894–1912 był właścicielem majątku Zawada powiatu włocławskiego.
W dowód zasług na polu działalności społecznej i dobroczynnej Wincentego Biskupskiego, Filip Rodkiewicz, weteran Powstania Styczniowego, społecznik i filantrop, zapisał mu w testamencie dobra Czyste na terenie dzisiejszej dzielnicy Wola w Warszawie. Wincenty Biskupski stał się właścicielem dóbr w 1920 po bezpotomnej śmierci Rodkiewicza.

## Życie prywatne

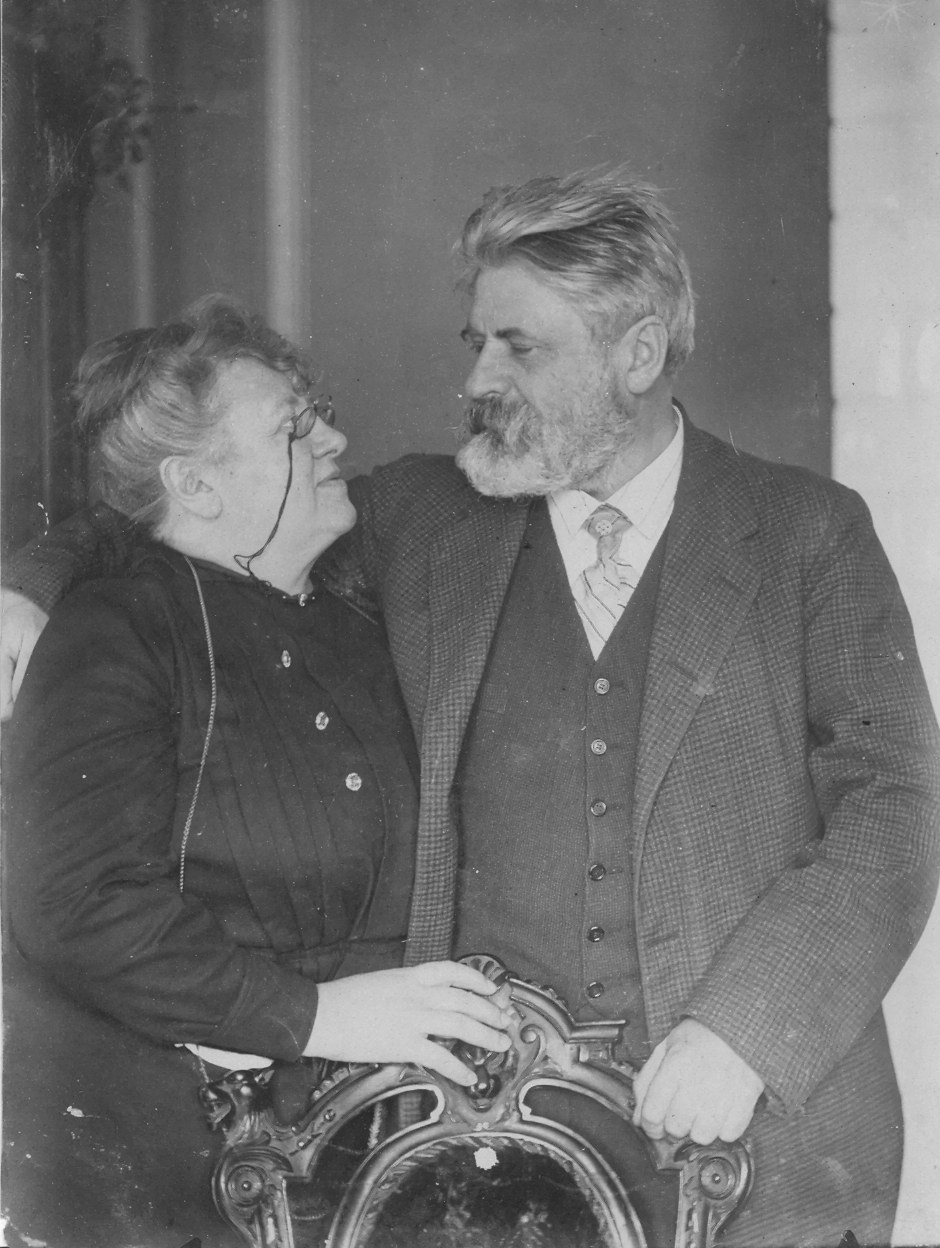
Wincenty Biskupski z żoną Izabellą

Wincenty Biskupski poślubił w 1878 Izabellę Bratkowską herbu Świnka (1857–1944). Mieli pięcioro dzieci:
- Stefana Biskupskiego (1881–1958), absolwenta szkół rolniczych w Taborze (ówczesna monarchia austro-węgierska) i niemieckim Lipsku, działacza społecznego i niepodległościowego, rotmistrza 10 Pułku Ułanów Litewskich[26],
- Tadeusza Biskupskiego (1885–1945), inżyniera chemika, absolwenta Politechniki w Zurychu, majora Wojska Polskiego[27],
- Mieczysława Biskupskiego (1886–1942), adwokata (skończył prawo na Uniwersytecie w Dorpacie), korporanta Polonii, rotmistrza 10 Pułku Ułanów Litewskich, oficera Armii Krajowej[28],
- Stanisława Biskupskiego (1898–1944), oficera kontrwywiadu Oddziału II Sztabu Generalnego Naczelnego Dowództwa Wojska Polskiego[29],
- córkę Izabellę Bazylską (1889–1955).

Pochowany na Cmentarzu Powązkowskim (kwatera 79-6-29/30/31).